# Joanna Pettet
Joanna Pettet, all'anagrafe Joanna Jane Salmon (Westminster, 16 novembre 1942), è un'attrice britannica.

## Biografia
Figlia di un pilota della Royal Air Force, morto durante la seconda guerra mondiale, Joanna Jane Salmon seguì la madre che, risposatasi, si trasferì a Montréal. Qui la futura attrice fu adottata dal patrigno e assunse definitivamente il cognome "Pettet". All'età di 16 anni si trasferì a New York e studiò recitazione alla Neighborhood Playhouse School of the Theatre e al Lincoln Center, debuttando a Broadway in spettacoli come Poor Richard, in cui ebbe come partner i giovani Alan Bates e Gene Hackman, e che le fece ottenere il Theatre World Award, il premio annuale assegnato dai critici newyorkesi ai migliori interpreti debuttanti della stagione teatrale a Broadway.
Notata dal regista Sidney Lumet, ottenne un ruolo nel film Il gruppo (1966), adattamento cinematografico che Lumet trasse dall'omonimo romanzo di Mary McCarthy. Il successo del film lanciò la carriera cinematografica della Pettet, che successivamente apparve nel ruolo di Ulrike von Seidlitz-Gabler nel film bellico La notte dei generali (1967) di Anatole Litvak, accanto a Peter O'Toole e Omar Sharif, e nella parte di Mata Bond in James Bond 007 - Casino Royale (1967), parodia dei film di James Bond. Successivamente fu partner di Terence Stamp nel western Due occhi di ghiaccio (1968) di Silvio Narizzano, e di David Hemmings nella commedia di ambientazione vittoriana Il club dei libertini (1969) di Philip Saville. 
Negli anni settanta le sue apparizioni cinematografiche si fecero più sporadiche. Da ricordare i film di stampo horror Arrow Beach - La spiaggia della paura (1974), diretto e interpretato da Laurence Harvey, e Le radici della paura (1978) di Gus Trikonis, al fianco di Richard Crenna. La Pettet proseguì la carriera interpretando numerosi film girati per il piccolo schermo e alcune serie televisive come Mistero in galleria (1970-1972), Harry O (1974-1975), Love Boat (1979-1982), e California (1983), serie poliziesca in cui interpretò il detective Janet Baines.
Nel 1990 recitò in Terror in Paradise, pellicola d'azione che ebbe una lavorazione travagliata nelle Filippine, quando l'attrice fu tenuta in ostaggio dai ribelli guidati da Gregorio Honasan, nel tentativo di rovesciare Corazon Aquino. Dopo questa difficile esperienza, l'attrice decise di chiudere la carriera artistica.

## Vita privata
Nel 1968, mentre era in attesa di un figlio dall'attore Terence Stamp, la Pettet sposò l'attore americano Alex Cord, il quale diede il proprio cognome al bambino, Damien Zach. La coppia divorziò nel 1989, dopo 21 anni di matrimonio, e la Pettet non si risposò mai. 
Il 7 luglio 1995, il figlio Damien Zach morì all'età di 26 anni, e la Pettet si allontanò da Hollywood, ritirandosi per un certo periodo in una zona remota della California. Trasferitasi di nuovo a Londra, dal 1992 fu la compagna dell'attore Alan Bates, che era stato suo coprotagonista a Broadway in Poor Richard. Dalla morte di Bates, avvenuta nel 2003, la Pettet risiede fuori Los Angeles, dedicandosi a cause animaliste.

## Filmografia parziale

### Cinema
- Il gruppo (The Group), regia di Sidney Lumet (1966)
- La notte dei generali (The Night of the Generals), regia di Anatole Litvak (1967)
- James Bond 007 - Casino Royale (Casino Royale), regia di Val Guest, Ken Hughes (1967)
- Rapina al treno postale (Robbery), regia di Peter Yates (1967)
- Due occhi di ghiaccio (Blue), regia di Silvio Narizzano (1968)
- Il club dei libertini (The Best House in London), regia di Philip Saville (1969)
- Arrow Beach - La spiaggia della paura (Welcome to Arrow Beach), regia di Laurence Harvey (1974)
- Le radici della paura (The Evil), regia di Gus Trikonis (1978)
- A doppia esposizione (Double Exposure), regia di William Byron Hillman (1982)

### Televisione
- The Nurses – serie TV, episodio 3x22 (1965)
- Il dottor Kildare (Dr. Kildare) – serie TV, 5 episodi (1966)
- A Man Called Shenandoah – serie TV, episodio 1x23 (1966)
- Mistero in galleria (Night Gallery) – serie TV, 4 episodi (1970-1972)
- Charlie's Angels – serie TV, episodio 4x22 (1980)
- California (Knots Landing) – serie TV, 9 episodi (1983)
- Supercar (Knight Rider) – serie TV, episodi 2x21-2x22 (1984)
- La signora in giallo (Murder, She Wrote) – serie TV, episodio 4x05 (1987)

## Doppiatrici italiane
- Fiorella Betti in La notte dei generali, James Bond 007 - Casino Royale, Arrow Beach - La spiaggia della paura
- Maria Pia Di Meo in Due occhi di ghiaccio
- Anna Miserocchi in Charlie's Angels